# Medal Służby Operacyjnej w Sierra Leone
Medal Służby Operacyjnej w Sierra Leone (ang. Operational Service Medal for Sierra Leone) – brytyjski medal wprowadzony 1 stycznia 2000.

## Zasady nadawania
Nadawany za służbę podczas każdej z 5 operacji w Sierra Leone albo na połączonym teatrze działań włącznie z Senegalem.
Przyznawany za 1 dzień służby w operacjach Maidenly i Barras, za 14, 21 lub 30 dni ciągłej albo skumulowanej służby pomiędzy wyszczególnionymi datami w operacjach Palliser oraz za 45 dni służby w operacjach Basilica i Silkman.

## Operacje
- PALLISER – 15 maja – 14 czerwca 2000
- BASILLICA – 15 czerwca – 1 listopada 2000
- MAIDENLY – 15 lipca 2000
- BARRAS – 10 września 2000
- SILKMAN – 2 listopada 2000–31 lipca 2002

## Opis medalu
Medal srebrny, okrągły.
Awers: popiersie królowej Elżbiety II.
Rewers: Flaga Wielkiej Brytanii otoczona inskrypcją For Operational Service oraz cztery główne punkty kompasu, pomiędzy nimi korony symbolizujące: Royal (górna lewa), Naval (górna prawa), Mural-Army (dolna lewa) i Astral-Royal Air Force (dolna prawa).